# 國府田麻理子
國府田麻理子（日语：／ Kōda Mariko，1969年9月5日—），日本女性配音員、歌手、演員、旁白。出身於埼玉縣南埼玉郡宮代町。青二Production所屬。暱稱。身高159cm。B型血。

## 來歷
宮代町立東小學→宮代町立百間中學→春日部共榮高等学校畢業。
高中畢業之後，國府田開始參加大學入學的考試，但連續兩次結果都落榜而選擇放棄。後來，她決定進入聲優學校青二塾東京校學習當聲優。1990年，以第10期畢業生加入經紀公司青二Production正式踏入聲優事業。翌年1991年，她以電視動畫《金魚注意報》（聲演要角朱子）出道。
之後以1993年的《GS美神》副女主角小絹／金奴、及1994年的《橘子醬男孩》女主角小石川光希這2部電視動畫使國府田她的知名度大幅提升。從此以後，國府田不只從事動畫和遊戲的配音，還更廣泛投入歌手活動和從事廣播節目主持人的工作。在這之中，由她特別親手作詞的歌曲曾在NHK長壽音樂節目《大家的歌》播放。
1998年上映的真人電影《Looking For》第一次以演員身份主演。
2003年，國府田在自己主持的大阪放送電台節目《國府田麻理子GM》中宣布結婚的消息。
2004年至2005年間，國府田與同事務所的同行金田朋子、神田朱未、野中藍及白石涼子共5人組成聲優組合「DROPS」（國府田擔任領隊）進行公演活動。
2007年，國府田在她自己的網站表示進入玉川大學文學部通信科就學。目前諸多事情處於休學狀態（在著書中曾提到因沒交學費被退學）。
2012年起，國府田與同事務所的同行金月真美組成雙人聲優組合「MK-CONNECTION」。

## 人物
有一個姊姊和一個弟弟，父母在東京都的公立小學當老師。中學參加的社團是合唱社，進入高中之後因為學校沒有合唱社，於是加入過攝影社、華道社、茶道社。
國府田稱自己很喜歡狗，在聲優事業的旺盛時期有養一隻長毛吉娃娃，名叫「happy」。happy逝去（6月21日去世）之後，隨身攜帶著牠戴過的飾品伴隨。

#### 興趣、特長
興趣：潛水、吉他、唱歌、看電影、瑜珈、蒐集拉利瑪石、穿和服、溫泉巡遊、攝影、散步等。特長：模仿貓、狗的叫聲。
資格：書法二段、動力運動國內B級授權。另外，曾表示原本想要向上取得國内A級授權的專業執照，但是所屬事務所並不贊成而斷念。

#### 交友關係
從《橘子醬男孩》第一次跟井上喜久子合作之後，陸續在《Idol Project》等其它作品多次共演而認識，同時常和井上兩人一起接受過《SEIGURA》雜誌的專訪（而且該雜誌曾以她們2人的合照刊登作為SEIGURA創刊號的封面），因此2人也是業界的好友。
另外，國府田與同年出生的南香織兩人一起經常上MBS電台的節目，所以兩人也是同行好友。並以南國搭檔作稱呼。
2004年10月，長年來幫國府田提供樂曲的歌手和作曲家松原美紀癌逝。國府田說「她（松原）是位很不錯談話對象」並為松原的逝去感到惋惜。

#### 逸事
與演出作品的相關逸事
國府田說，從出道以來經常聲演像電視動畫《GS美神》的小絹、《kanon》的水瀬名雪這樣的「迷糊角色」。另外在這之中，《kanon》遊戲官方給角色水瀨名雪的設定說會對貓咪過敏，而幫水瀨配音的國府田也曾經表示自己會對貓咪過敏（但是家裡有養貓）。
以前在自己主持的廣播節目「兵蜂PARADISE」決定採用的台詞是「標語口號是Bee!!」。現在主持的廣播節目「國府田麻理子的彩虹光波!!」使用的台詞是「標語口號是彩虹光波!!」。
國府田在聲演電視動畫《橘子醬男孩》女主角小石川光希期間，《橘子醬男孩》的原作者吉住涉曾說：「國府田小姐是個像男生的人」。
在長壽變身動畫「光之美少女系列」方面，國府田她曾在2012年播出的《Smile 光之美少女！》聲演主角星空幸／快樂天使的母親星空育代、及2014年的《Happiness Charge 光之美少女！》聲演反派幻影女王／幻影天使。
其它逸事
國府田自身的後援會「Happy！Happy！Happy！」這個名稱其實是來自1996年7月24日發行的同名專輯。
由於每次在單曲發行之後決對不會把B面歌曲收錄在其個人專輯裡，因此以歌手身分在唱片公司KONAMI Label所屬期間發行的專輯收錄歌曲幾乎都是A面單曲。但是她的首張單曲的B面歌曲「Harmony」卻以不一樣的旋律破例在首張專輯《Pure》收錄，而第2張個人單曲的B面歌曲「誰二人」則是從專輯《Pure》經過改版的歌曲。至於第10張單曲的B面歌曲「！！」在精選專輯《B Side Collection》收錄時是以long version版的方式收錄，故單曲版難以到手。
喜歡的音樂家是美國創作歌手B·B·金，因此曾多次實現雙方交流會合的機會。

## 演出
粗體字表示主要角色。

### 電視動畫
年份不詳
- 櫻桃小丸子 (第1期)（少女）

1991年
- 宇宙小超人 3000萬光年尋找母親（日语：ウルトラマンキッズ 母をたずねて3000万光年）（怪鳥）
- 奇天烈大百科（明子、女子A）
- 蓋特機器人號（女孩子）
- 金魚注意報（朱子）

1992年
- 奧斯宇宙歷險記（日语：スペースオズの冒険）（桃樂絲）
- 大草原上的小天使 灌叢嬰猴（湯姆·比爾、學生）
- 麵包超人（エヌちゃん）
- 櫻桃小丸子 (第1期)（女孩子）
- 少年阿貝2（日语：少年アシベ）（山田洋子）

1993年
- GS美神（小絹／金奴[注 3][14]）
- 歡樂的楊柳鎮（雅妮、拉比）
- 小小男子漢（三友昌美）
- 忍者亂太郎（1993年－2022年，阿雪〈初代、第3代[注 4]〉、忍蛋）

1994年
- 橘子醬男孩（小石川光希）

1995年
- 動畫世界的童話（日语：世界名作童話シリーズ ワ〜ォ!メルヘン王国）（葛瑞德爾）
- 恐龍冒險記（日语：恐竜冒険記ジュラトリッパー）（大小姐）

1996年
- 名犬萊西（普莉西拉·魯德林[15]）
- 繚亂幻想 ～賢治之春（日语：イーハトーブ幻想〜KENjIの春）（俊）

1997年
- CLAMP學園偵探團（美幸）
- 幸運騎士L（日语：フォーチュン・クエストL）（馬克斯）
- 靈異獵人（長谷川花子）

1998年
- 守護月天（守護月天小璘）

1999年
- 蠟筆小新（不可思議的魔女瑪莉〈師走瑪莉〉）[注 5]
- 格鬥小霸王（クインシェル）
- 麵包超人（ハーブちゃん）
- 週刊故事樂園（日语：週刊ストーリーランド）（奈美）
- 怪獸農場 ～圓盤石的秘密～（日语：モンスターファーム (アニメ)）（荷莉）

2000年
- 哆啦A夢 (大杉羨代版)（青空由香里、女孩子）
- 怪獸農場 ～前往傳說之路～（荷莉）
- ONE PIECE（可雅）

2001年
- 華麗的機會（日语：チャンス〜トライアングルセッション〜）（REIKA[16]）
- 神奇寶貝（櫻花）

2002年
- Kanon (第1作／東映動畫版)（水瀨名雪[17]）
- 忍者亂太郎（女）

2003年
- 麵包超人（熱三明治妹妹）
- 惑星奇航（前妻）
- 神奇寶貝Side Story（櫻花）

2004年
- 麵包超人（ミントちゃん）
- 偵探學園Q（寶生美鶴）
- 鼻毛真拳（露比、田波）

2005年
- AIR（女學生A）
- 槍與劍（薇薇安）
- Xenosaga THE ANIMATION（菲布洛尼雅）
- 怪醫黑傑克（朝戶麗）
- 鼻毛真拳（田波）

2006年
- Kanon (第2作／京都動畫版)（水瀨名雪[18]）
- 神様家族（文子）
- 數碼寶貝保衛者（大門小百合）
- 飛天小女警Z（白金神子）（白金神子）
- 貧乏姐妹物語（明日的班級導師）
- BLEACH（扇）
- Marginal Prince ～月桂樹的王子們～（克莉絲堤娜·格蘭特）

2007年
- Q版科學小飛俠（日语：科学忍者隊ガッチャピン）（珍珍）
- Code Geass反叛的魯路修（教師、記者）
- 棋靈少女（安岡幸子）

2008年
- 楚楚可憐超能少女組（明石好美）
- 吸血鬼騎士 Guilty（玖蘭樹里）
- 忍者亂太郎（小孩）
- 波菲的漫長旅程（愛蓮娜修女）
- 十字架與吸血鬼 CAPU2（藥丸麻子）

2009年
- 森林大帝 -勇氣能改變未來-（通信）
- 名偵探柯南（瀨戶瑞紀）

2010年
- 名探偵柯南（女性顧客）

2011年
- UN-GO（倉滿美音）
- 寵物反斗星（メロママっち）

2012年
- 這樣算是殭屍嗎？OF THE DEAD（妄想優）
- Smile 光之美少女！（星空育代）
- 襲來！美少女邪神（露希·吉斯頓）

2013年
- 探險托里蘭托 -千年真寶-（月天使卡拉拉[注 6]）
- 襲來！美少女邪神W（露希·吉斯頓[19]）
- ONE PIECE 梅利特別篇 ～另一位夥伴的故事～（可雅）

2014年
- Happiness Charge 光之美少女！（幻影女王/幻影天使、牛仔天使）
- 名偵探柯南（中西優香）

2015年
- 大家集合！法爾康學園SC（日语：みんな集まれ!ファルコム学園）（克利斯）

2016年
- 胖胖褲豬 W喔NEW！（[20]）

2017年
- 政宗君的復仇（桃）
- 動物朋友（駝鹿[21]）
- ONE PIECE 東海特別篇 ～魯夫與四位夥伴的大冒險～（日语：ONE PIECE エピソードオブ東の海 〜ルフィと4人の仲間の大冒険!!〜）（可雅）
- 七龍珠超（キャウェイ）
- 如果有妹妹就好了。（『鮮紅的魔獵人（暫稱）』愛麗絲）
- 名偵探柯南（鲛井里佳）

2019年
- 動物朋友2（駝鹿）
- 粉彩回憶（女主角）
- POP TEAM EPIC SP 青龍篇（POP子〈第14話A章節〉[22][23]）
- 川柳少女（雪白七七子的母親〈雪白千冬〉）

2020年
- 超異域公主連結 Re:Dive（美里）
- 貓狗的爆笑同居生活（前前代的狗、路人狗B）

2021年
- 貓狗的爆笑同居生活（店裡的人B、路人狗C）
- 鍵等（水瀨名雪）
- 世界頂尖的暗殺者轉生為異世界貴族（布莉姬）

2022年
- 怪人開發部的黑井津小姐（媽媽）
- 吉伊卡哇（奇美拉、魔女）
- 名偵探柯南（勝呂沙耶香）
- 入間同學入魔了！（威沛[24]）

### 電影動畫
- 劇場版 勇者鬥惡龍 達伊的大冒險（日语：ドラゴンクエスト ダイの大冒険 (1991年の映画)）（1991年，小吱／小米）
- 劇場版 GS美神（1994年，小絹／金奴[注 3]）
- 劇場版 橘子醬男孩（1995年，小石川光希）
- A·LI·CE（日语：A・LI・CE）（2000年，瑪莉亞〈SS1X〉[25]）
- 劇場版 忍者亂太郎：忍術學園 全員出動！之卷（2011年，阿雪[26]）

### OVA
1991年
- 3×3 EYES（女性）

1992年
- 超時空要塞II -LOVERS AGAIN-（艾米）

1993年
- （圓）
- Dragon Half（日语：ドラゴンハーフ）（露法）

1994年
- 宇宙騎士騎格武士利刃II（／）
- 湘南純愛組！（伊舞奈美樹）
- 搞怪拍檔FLASH（尤莉）
- MAPS（日语：マップス (OVA)#1994年（KSS）版）（君塚星見）

1995年
- Idol Project（日语：アイドルプロジェクト）（未夢·艾米爾頓）
- 銀河少女傳說 ～哀傷的賽雷茵～（日语：銀河お嬢様伝説ユナ）（詩織）
- 美幸夢遊仙境（日语：不思議の国の美幸ちゃん）（美幸）

1996年
- GALL FORCE The Revolution（日语：ガルフォース）
- 春風戰隊（日语：はるかぜ戦隊Vフォース）（葵奈月）
- 銀河少女傳說 ～深暗的仙女～（詩織）
- Tattoon★Master（日语：タトゥーン★マスター）（尼瑪）

1997年;
- 超獸傳說Gestalt（日语：超獣伝説ゲシュタルト）（鈴）
- 龍機傳承（ミュウ）

1998年
- 聖少女艦隊Virgin Fleet（日语：聖少女艦隊バージンフリート）（春惜伊勢）

1999年
- 兵蜂PARADISE（圓）

2000年代
- 傳心 守護月天！（2000年，守護月天小璘）
- 聖魔戰記（日语：スペクトラルフォース）（2001年，阿榭莉亞）
- Kanon（2002年，水瀨名雪）[注 7]
- Kanon PRELUDE（2006年，水瀨名雪）

2010年代
- 裝甲騎兵 孤影再現（2011年，修行僧A）
- 鬼燈的冷徹（2019年，豐玉姬[27]）

### 網路動畫
- 名偵探柯南 vs Wooo（2011年，女性主持人、女性記者）
- 鐵金剛少女Z PLUS（2015年，[28]）

### 遊戲
1991年
- 龍騎士III（日语：ドラゴンナイト）（瑪莉）

1992年
- 銀河大小姐傳說優奈（日语：銀河お嬢様伝説ユナ）（穩重文靜的詩織〈神宮寺詩織〉、高貴的沙雪華〈綾小路沙雪華〉、香坂千秋）
- BURAI（日语：BURAI） II 闇皇帝的逆襲（波洛奈斯）

1993年
- 超真實麻雀PIV（日语：スーパーリアル麻雀#スーパーリアル麻雀PIV）（愛菜〈第2代〉）[注 8]
- Metal Angel（早坂真琴、喵歐）

1994年
- 風霧 -Ninja Action-（警告訊息）[注 9]
- GS美神（小絹）
- 兵蜂 對戰方塊（圓）
- 兵蜂 Rainbow Bell Adventure（日语：ツインビー レインボーベルアドベンチャー）（角色聲音 等）
- 啵咕物語（日语：ぽっぷるメイル）（梅爾）[注 10]
- 女神天國（日语：女神天国）（莉莉絲）
- 妖精美少女（日语：メルクリウスプリティ）

1995年
- animefreakFX（日语：アニメフリークFX） Vol.1（莉莉絲）
- 銀河大小姐傳說優奈2 永遠的公主（日语：銀河お嬢様伝説ユナ）（穩重文靜的詩織〈神宮寺詩織〉、高貴的沙雪華〈綾小路沙雪華〉、香千秋）
- QUOVADIS（日语：QUOVADIS）（瑪莉亞·新達）
- 魔法氣泡CD通（日语：ぷよぷよ通）（報喪三人組）

1996年
- Element Voice系列(5) 國府田麻理子 ～Welcome to the Marikotown！～（國府田麻理子〈本人演出〉）
- 銀河大小姐傳說優奈FX 哀傷的賽雷茵（日语：銀河お嬢様伝説ユナ）（穩重文靜的詩織〈神宮寺詩織〉、高貴的沙雪華〈綾小路沙雪華〉、香坂千秋）
- 同級生if（櫻木舞）
- 東方珍遊記（悟空）
- 七種秘館（玲奈）
- FIST（巴妮·梅）
- 閃電英雄 大悟的大冒險（日语：ライトニングレジェンド 大悟の大冒険）（雷王大悟）
- 龍機傳承（ミュウ）

1997年
- 妖精樂園（シトロン）
- 銀河大小姐傳說優奈3 LIGHTNING ANGEL（日语：銀河お嬢様伝説ユナ）（穩重文靜的詩織〈神宮寺詩織〉、高貴的沙雪華〈綾小路沙雪華〉、香坂千秋）
- Cross Romance ～戀愛與麻雀與花札～（中岡忍）
- 聖魔戰記（日语：スペクトラルフォース）（阿榭莉亞）
- 心動美麗同盟（日语：ドキドキプリティリーグ#ドキドキプリティリーグ）（野野原千晶）
- 熱砂的惑星（瑪莉亞）
- （香田茜）
- BS薩爾達傳說 古代的石盤（薩爾達公主）
- （香坂麻理、河合奈津美）
- POCKET LOVE（日语：ポケットラブ）（佐伯留留奈）
- 女神天國II（莉莉絲）
- 夢幻模擬戰I&II（莉安娜、萊娜）

1998年
- 銀河大小姐傳說優奈 FINAL EDITION（日语：銀河お嬢様伝説ユナ）（穩重文靜的詩織〈神宮寺詩織〉、高貴的沙雪華〈綾小路沙雪華〉、香坂千秋）
- 聖魔戰記2（阿榭莉亞）
- 兵蜂RPG（日语：ツインビーRPG）（圓）
- 純愛騎士（日语：みつめてナイト）（安）

1999年
- 純情可憐美嘪騎士團 聖魔戰記聖少女外傳（阿榭莉亞）
- 聖魔戰記 愛與邪惡（阿榭莉亞）
- 聖少女艦隊Virgin Fleet（日语：聖少女艦隊バージンフリート）（春惜伊勢）

2000年
- Kanon（水瀨名雪）
- 七種秘館 戰慄的微笑（白川玲奈）
- 國府田麻理子的心動 ON AIR（國府田麻理子〈本人飾演〉）

2001年
- 心動美麗同盟 Lovely Star（野野原千晶）
- From TV animation ONE PIECE 飛吧海賊團！（日语：ONE PIECE とびだせ海賊団!）（可雅）
- 全民高爾夫3（綾香、奈奈子）
- 徽章戰士navi（NAVI、／）

2002年
- （露菲娜）
- 異域傳說首部曲［權力意志］（日语：ゼノサーガ エピソードI［力への意志］）（菲布洛尼雅）

2003年
- 全民高爾夫4（奈奈子）

2004年
- 青涙（日语：青い涙 (ゲーム)）（藤原真奈）
- 異域傳說二部曲［善惡的彼岸］（日语：ゼノサーガ エピソードII［善悪の彼岸］）（菲布洛尼雅）

2006年
- 少女戀愛革命★Love Revo!!（日语：乙女的恋革命★ラブレボ!!）（夏美）
- 異域傳說三部曲［查拉圖斯特拉如是說］（日语：ゼノサーガ エピソードIII［ツァラトゥストラはかく語りき］）（菲布洛尼雅）

2007年
- 龍影咒（普琳薇爾·修卡）

2010年
- Angelic Crest（露琪亞）
- 少女戀愛革命★Love Revo!!!! Portable（夏美）
- 忍者亂太郎學園對抗戰方塊！之卷（阿雪）
- L@ve once（日语：L@ve once）（高梨汐音）

2011年
- L@ve once Mermaid's tears（高梨汐音）

2012年
- 桃色大戰（桃鈴）

2013年
- 襲來！美少女邪神 難以名狀的遊戲物體（露希·吉斯頓[29]）

2015年
- Princess Connect！（愛川美里[30]）
- PROJECT X ZONE 2：BRAVE NEW WORLD（裏嶋千鶴[31]）
- 波波羅古洛伊斯牧場物語（日语：ポポロクロイス牧場物語）（艾莉莉絲[32]）

2017年
- 碧藍幻想（加百列[33]）

2018年
- Princess Connect！Re:Dive（美里[34]）

2019年
- 超級機器人大戰DD（神足麻依子[35]）
- 新櫻花大戰（天宮日向[36]）

2021年
- 純愛手札 Girl's Side 4th Heart（花椿滿[37]）

### 廣播劇CD
- Idol Project 犯罪♥企劃（日语：アイドルプロジェクト）（未夢·艾米爾頓）
- 吸血鬼騎士 Pure Blood CD-PACK（玖蘭樹里）
- 宇宙騎士BLADE II（由美·法蘭索瓦）
- 英雄傳說III 白髮魔女（克利斯）
- 織田信奈的野望（今川義元）
- 氣象精靈記（日语：気象精霊記）系列（夢美·奈亞德·蘇西奇米·烏蓋亞）
- 幸運草（鈴木沙耶）
- GS美神 極樂大作戰!!（小絹）
- 侍魂（娜考露露）
- （美月）
- 薩爾達傳說 廣播劇「二人的序章」（薩爾達公主）
- TARAKO PAPPARA PARADISE（卡秋莎、克利斯）
- 兵蜂PARADISE（圓）
- （壽）
- Twinkle Saber NOVA（日语：ティンクルセイバー#ドラマCD）（鈴鳴速菜）
- 超獸傳說（日语：超獣伝説ゲシュタルト）（鈴）
- 純愛手札（十一夜惠）
- 忍者亂太郎 廣播劇CD 學級委員長委員會之卷（阿雪）
- Naughty Boy（泰世）
- 哥哥CD Advance（日语：おにいちゃんCD）
- 襲來！美少女邪神GX Fatal Attraction（露比）
- 藍絲絨戰士（各務藍）
- 撲殺天使朵庫蘿（薩巴特）
- Popful Mail Paradise（日语：ぽっぷるメイル#ドラマCD/ラジオドラマ）系列（卡秋莎）
- Popful Mail The Next Generation（日语：ぽっぷるメイル#ドラマCD/ラジオドラマ）系列（卡秋莎）
- 守護月天！再逢（守護月天小璘〈第2代〉）
- 傳心 守護月天！（守護月天小璘〈第2代〉）
- 水瀨學姊家（日语：水瀬さんち）（水瀨名雪）
- （夏木玲子）
- RADON
- 流星皇子TOMMY（秋川圭子）

### 廣播劇
- 青春冒險（日语：青春アドベンチャー）「魔女」（栗原多江）
- 青春冒險「夜」（良子）
- Kanon 水瀨小姐家（水瀨名雪）
- 電擊大賞（日语：電撃大賞）「天涙 ～臥鳳雛夫婦雛～」（たま）
- 廣播劇團『小小的奇蹟』（日语：ラジオ劇団『小さな奇跡』）（麻理姊（電台DJ））

### 電視劇
- 空中情緣（日语：せつない）（1998年，朝日電視台）－谷村香

### 真人電影
- Looking For（日语：Looking For#映画）（1998年）－石井奈津子
- EAT&RUN（日语：EAT&RUN）（2001年）－麻里
- 輕小說的快樂寫作法（2010年）－與真奈美

### VHS、DVD
- Voice（1991年）
- Flower Snow（日语：Dramagix）（2006年）－宇田川杏子

### 外語配音

#### 電影
- 風騷壞姐妹（英语：Jawbreaker (film)）（瑪西·福克斯〈朱莉·本茨〉）

#### 電視影集
- 怪胎與宅男（英语：Freaks and Geeks）（林賽·維爾〈琳達·卡德里尼〉）

#### 動畫
- 阿拉丁
- 真假公主芭比（沙琳芬娜／巴蒂〈凱斯琳·巴爾〉）
- 大力士（英语：Hercules (1998 TV series)）（女性）

### 舞台
- 酔娘婆
- 天本屋
- 火鳥
- 音樂朗讀劇「幸蒼穹果」

### 旁白
- 快樂白晝！（日语：はぴひる!）（TBS）
- 爆笑 千原的天然樂園「心跳！夢樂園」
- 快進擊TV！歌唱衛門（日语：快進撃TVうたえモン）（富士電視台）
- 愛因斯坦之眼（日语：アインシュタインの眼）「多摩川 水中宇宙」（NHK BS Premium）
- 看清世界！電視特搜部（日语：世界まる見え!テレビ特捜部）（2012年4月9日的集數起，日本電視台）
- 節日紀錄片（日语：ホリデー・ドキュメンタリー）（NHK綜合）
- 必拍錄影帶!! 主角就是你（日语：必撮ビデオ!!あんたが主役）（朝日電視台）

### 電視節目
- M-VOICE（大阪電視台）
- !!（MBS）
- The！鐵腕！DASH!!（日语：ザ!鉄腕!DASH!!）（日本電視台）
- Music Jump（日语：ミュージック・ジャンプ）
- Music Voice「偶像聲優大集合」（NHK-BS2）
- 怪獸農場特別篇（日语：モンスターファームシリーズ） ～探索動畫的秘密～（CBC・TBS系）
- 晚飯萬歲（富士電視台）
- 關西電台PRESENTS☆2004STARCHILD DREAM in KOBE（日语：STARCHILD DREAM in KOBE）2nd☆響宴！動畫歌后門（SUN電視台）
- （雨，1997年）
- news every.（參演2015年8月19日播出的單元『今、私理由～家族見記憶～』）

### 書籍
- ESTACION（エスタシオン）
- 夢
- 國府田麻理子的GAME MUSEUM
- Mariko Kouda "終"
- KOHDAISM
- 國府田麻理子 in Looking For
- 國府田麻理子 Best Collection
- Dear Music
- ！ ～國府田子～
- 英語FORMULA1200 BASIC（2006年，東進BOOKS（日语：東進ハイスクール））
- 英熟語FORMULA1000（2007年，東進BOOKS）

### 廣播節目
- UP'S（日语：UP'S〜Ultra Performer'S radio〜）特輯 ～國府田麻理子的元氣電台～
- （日本電台）
- air Marine（文化放送）
- All Night-NIPPON（日语：オールナイトニッポン）2部
- 系列
- 我們來幫XXX配音吧（日语：オレたちやってま〜す）系列
- 國府田麻理子的Come on FUNKY Lips！（日语：Come on FUNKY Lips!）
- 國府田麻理子的GM（日语：國府田マリ子のGM）（舊名稱：國府田麻理子的GAME MUSEUM）（大阪電台 等）
- 國府田麻理子的如果看似重要的東西在一起就好了
- 國府田麻理子的Tower Hill Station（TOKYO TOWER TV）
- 國府田麻理子的心跳ON AIR（文化放送）
- 國府田麻理子的睡眠不足廣播 ～夢境是天空色～（日语：國府田マリ子の寝不足ラジオ〜夢はそらいろ〜）（東海電台）
- 國府田麻理子的彩虹光波!!（御台場Rainbow Station（日语：サテライトボイス in お台場 ODAIBA RAINBOW STATION））
- 小璘與太助的今晚也是守護月天！（日语：シャオと太助の今夜も守護月天!）
- 兵蜂PARADISE系列（文化放送 等）
- TV GAME RADIONS（大阪電台）
- 週末夜UHAUHA大放送 動畫城（日语：土曜の夜ですウハウハ大放送 アニメストリート）（日本電台）
- （每日放送）
- （每日放送）
- （每日放送）
- （每日放送）
- 古本新之輔的降落傘遊激隊（日语：古本新之輔のパラシュート遊激隊）
- VOICE OF WONDERLAND
- ～（大阪電台）
- ONE TO ONE ～國府田麻理子的『青少年雜音聽眾』～（貝爾加莫）

### 其它
- Idol on Stage（日语：アイドルオンステージ）
- 科學忍者隊葛恰屏（日语：科学忍者隊ガッチャピン）（葛恰屏3號）
- 行動電話 （莉利路）
- 阿尼店特急（日语：アニ店特急） 2007年夏（主持人）
- GREE 『探險托里蘭托』 電視廣告（月天使庫拉拉）

## 音樂CD
聲優組合DROPS的歌曲請參照「DROPS」。

### 單曲
| 枚數     | 發行日期       | 單曲名稱（日文名稱）            | 規格編號                                     | 最高排名 |         |         |         |         |         |         |
| 8cm單曲  | 8cm單曲        | 8cm單曲                         | 8cm單曲                                      | 8cm單曲  | 8cm單曲 | 8cm單曲 | 8cm單曲 | 8cm單曲 | 8cm單曲 | 8cm單曲 |
| -------- | -------------- | ------------------------------- | -------------------------------------------- | -------- | ------- | ------- | ------- | ------- | ------- | ------- |
| 1st      | 1994年10月21日 |                                 | KIDA-7601                                    | 第51名   |         |         |         |         |         |         |
| 2nd      | 1995年7月21日  |                                 | KIDA-7603                                    | 第63名   |         |         |         |         |         |         |
| 3rd      | 1996年5月22日  | 這樣的話我寧願成為天使/守候（） | KIDA-7608                                    | 第37名   |         |         |         |         |         |         |
| 4th      | 1996年10月21日 |                                 | KIDA-7612                                    | 第24名   |         |         |         |         |         |         |
| 5th      | 1997年6月4日   |                                 | KIDA-7624                                    | 第23名   |         |         |         |         |         |         |
| 6th      | 1997年9月3日   |                                 | KIDA-7631                                    | 第22名   |         |         |         |         |         |         |
| 7th      | 1997年11月21日 |                                 | KIDA-7638                                    | 第28名   |         |         |         |         |         |         |
| 8th      | 1998年2月25日  | Looking For                     | KIDS-7603                                    | 第27名   |         |         |         |         |         |         |
| 9th      | 1998年7月3日   | cobalt（）                      | KIDS-7605                                    | 第26名   |         |         |         |         |         |         |
| 10th     | 1998年10月23日 |                                 | KIDS-7608                                    | 第32名   |         |         |         |         |         |         |
| 11th     | 1999年1月22日  | 讓你久等了（）                  | KIDS-7610                                    | －       |         |         |         |         |         |         |
| 12cm單曲 |                |                                 |                                              |          |         |         |         |         |         |         |
| 12th     | 2000年4月26日  |                                 | KICS-785                                     | 第38名   |         |         |         |         |         |         |
| 13th     | 2000年5月24日  | 蜂蜜（）                        | KICS-794                                     | 第34名   |         |         |         |         |         |         |
| 14th     | 2000年8月3日   | 心之矢印（）                    | KICS-813                                     | 第44名   |         |         |         |         |         |         |
| 15th     | 2001年1月24日  |                                 | KICM-1014                                    | 第39名   |         |         |         |         |         |         |
| 16th     | 2001年6月6日   |                                 | KICM-1024                                    | 第35名   |         |         |         |         |         |         |
| 17th     | 2002年1月10日  | 花                              | KICM-1044                                    | 第49名   |         |         |         |         |         |         |
| 18th     | 2002年12月4日  |                                 | KICM-1062                                    | 第70名   |         |         |         |         |         |         |
| 19th     | 2003年3月26日  | Ta·ra·ra                        | KICM-1068                                    | 第78名   |         |         |         |         |         |         |
| 20th     | 2003年9月3日   |                                 | KICM-1079                                    | 第81名   |         |         |         |         |         |         |
| 21st     | 2004年11月3日  |                                 | KICM-91122（初回特裝盤） KICM-1122（通常盤） | 第84名   |         |         |         |         |         |         |
| 22nd     | 2004年12月8日  | Clear                           | KICM-91125（初回特裝盤） KICM-1125（通常盤） | 第100名  |         |         |         |         |         |         |
| 23rd     | 2005年5月11日  | 自由的翅膀（）                  | KICM-91135（初回特裝盤）                     | 第90名   |         |         |         |         |         |         |
| 24th     | 2005年9月7日   | 彩弘在呼喚我（）                | KICM-91144（初回特裝盤）                     | 第105名  |         |         |         |         |         |         |

### 專輯

#### 原創專輯
| 枚數 | 發行日期       | 專輯名稱（日文名稱）      | 規格編號  | 最高排名 |
| ---- | -------------- | ------------------------- | --------- | -------- |
| 1st  | 1994年11月23日 | Pure                      | KICA-7647 | 第22名   |
| 2nd  | 1995年9月5日   | Vivid                     | KICA-7673 | 第10名   |
| 3rd  | 1996年7月24日  | Happy！Happy！Happy！     | KICS-7601 | 第10名   |
| 4th  | 1997年9月26日  |                           | KICS-7607 | 第15名   |
| 5th  | 1998年7月24日  |                           | KICS-7612 | 第23名   |
| 6th  | 1999年2月26日  |                           | KICS-7615 | 第25名   |
| 7th  | 2000年10月4日  | 天空（）                  | KICS-826  | 第19名   |
| 8th  | 2001年7月4日   |                           | KICS-876  | 第30名   |
| 9th  | 2003年2月5日   |                           | KICS-988  | 第54名   |
| 10th | 2003年12月3日  | 音色原子筆 ～十二色～（） | KICS-1044 | 第155名  |
| 11th | 2005年2月2日   | 節拍器（）                | KICS-1128 | 第137名  |
| 12th | 2005年11月2日  |                           | KICS-1193 | 第221名  |
| 13th | 2010年9月22日  | you're my special         | WYCC-4015 | 第184名  |
| 14th | 2013年10月2日  |                           | DDCZ-1896 | 第126名  |

#### 迷你專輯
| 枚數 | 發行日期      | 專輯名稱（日文名稱） | 規格編號   | 最高排名 |
| ---- | ------------- | -------------------- | ---------- | -------- |
| 1st  | 1993年12月6日 | KISS                 | TKCA-70195 |          |
| 2nd  | 2009年2月25日 | 我的寶物（）         | POCE-3320  | 第149名  |

#### 精選專輯
| 枚數 | 發行日期      | 專輯名稱（日文名稱）                          | 規格編號  | 最高排名 |
| ---- | ------------- | --------------------------------------------- | --------- | -------- |
| 1st  | 1996年2月16日 | Twinbee Vocal Paradise featuring Mariko Kouda | KICA-7692 | 第20名   |
| 2nd  | 1998年2月25日 | My Best Friend                                | KICS-7610 | 第11名   |
| 3rd  | 1999年2月25日 | B Side Collection                             | KICS-1    | 第39名   |
| 4th  | 1999年8月6日  | My Best Friend 2                              | KICS-3    | 第31名   |
| 5th  | 2000年12月6日 | colorful                                      | KMCS-18   | 第97名   |
| 6th  | 2001年1月7日  | colorful 2                                    | KMCS-20   | 第83名   |
| 7th  | 2002年2月6日  | PURE ENERGY                                   | KICS-932  | 第34名   |
| 8th  | 2004年3月3日  | My Best Friend 3                              | KICS-1065 | 第97名   |
| 9th  | 2011年6月8日  | 國府田麻理子 PERFECT BEST（）                 | KICS-1659 | 第223名  |

#### 現場專輯
| 枚數 | 發行日期     | 專輯名稱（日文名稱）                    | 規格編號    | 最高排名 |
| ---- | ------------ | --------------------------------------- | ----------- | -------- |
| 1st  | 1997年3月5日 | Mariko Kouda Concert Tour '95～'96 "終" | KICS-7604/5 |          |

#### 其它專輯
| 枚數 | 發行日期      | 專輯名稱（日文名稱）                                   | 規格編號  | 最高排名 |
| ---- | ------------- | ------------------------------------------------------ | --------- | -------- |
| 1st  | 1998年3月13日 | Looking For Original Soundtrack                        | KICS-7611 |          |
| 2nd  | 1998年10月9日 | MARIKO KOUDA INSTRUMENTAL TRACKS                       | KICA-7897 |          |
| 3rd  | 1999年5月21日 | MARIKO KOUDA INSTRUMENTAL TRACKS 2                     | KMCA-6    |          |
| 4th  | 2002年7月24日 | MARIKO KOUDA Presents GM CD                            | KICA-1272 |          |
| 5th  | 2003年10月1日 | MARIKO KOUDA Presents GM CD II ～GM 10th Anniversary～ | KICA-1311 |          |
| 6th  | 2004年9月8日  | MARIKO KOUDA Presents GM CD Special                    | KICA-1335 |          |
| 7th  | 2005年8月3日  | MARIKO KOUDA Presents GM CD Special 2                  | KICA-1374 |          |

### 影片

#### LIVE影片
| 發行日期       | 發行日期       | 發行日期      | 標題名稱                                                  | 規格編號 | 規格編號 | 規格編號 |
| VIDEO          | LD             | DVD           | 標題名稱                                                  | VIDEO    | LD       | DVD      |
| -------------- | -------------- | ------------- | --------------------------------------------------------- | -------- | -------- | -------- |
| 1996年3月16日  | 1996年3月16日  | 2000年2月4日  | Mariko Kouda Concert Tour '95 Vivid                       | KIVM-98  | KILM-44  | KMBM-1   |
| 1997年12月3日  | 1997年12月3日  | 2000年2月4日  | Mariko Kouda Concert Tour '96～'97 "終"                   | KIVM-219 | KILM-54  | KMBM-2   |
| 1998年8月7日]  | 1998年8月7日]  | 2000年2月4日  | Mariko Kouda Concert Tour '97～'98 !?                     | KIVM-233 | KILM-58  | KMBM-3   |
| 1999年12月18日 | 1999年12月18日 | 2000年2月4日  | Mariko Kouda Special Summer Live '99 ～青空愛 2nd Touch～ | KIVM-251 | KILM-62  | KMBM-4   |
| 2000年3月16日  | －             | 2000年3月16日 | Mariko Kouda Special Summer Live '97 ～青空愛～           | KMVM-5   | －       | KMBM-5   |
| 2001年2月21日  | －             | 2001年2月21日 | Mariko Kouda 2000                                         | KIVM-266 | －       | KIBM-15  |
| 2002年3月6日   | －             | 2002年3月6日  | Mariko Kouda 2001                                         | KIVM-273 | －       | KIBM-36  |

#### PV集
| 發行日期       | 標題名稱                                      | 規格編號 | 規格編號 | 規格編號  |
| 發行日期       | 標題名稱                                      | VIDEO    | LD       | DVD       |
| -------------- | --------------------------------------------- | -------- | -------- | --------- |
| 1998年4月3日   | Mariko Kouda 1st Music Clips My Best Friend   | KIVM-230 | KIKM-57  | －        |
| 1999年8月6日   | Mariko Kouda 2nd Music Clips My Best Friend 2 | KMVM-1   | KMLM-1   | －        |
| 2000年4月4日   | Mariko Kouda Music Clips My Best Friend plus  | －       | －       | KMBM-6    |
| 2000年10月18日 | Video Clips 2000 vol.1 Map 遠未 -第1章-       | KIVM-261 | －       | KIBM-8    |
| 2000年10月18日 | Video Clips 2000 vol.2 Map 遠未 -第2章-       | KIVM-262 | －       | KIBM-9    |
| 2002年3月6日   | Mariko Kouda Music Clips 2001                 | －       | －       | KIBM-35   |
| 2003年3月5日   | Mariko Kouda Music Clips 2003                 | －       | －       | KIBM-41   |
| 2005年3月2日   | Mariko Kouda DVD BOX                          | －       | －       | KIBM-76/7 |

### 聲優組合「MK-CONNECTION」（與金月真美）作品
| 枚數 | 發行日期       | 專輯名稱            | 規格編號  | 最高名次 |
| ---- | -------------- | ------------------- | --------- | -------- |
| 1st  | 2012年6月27日  | MK-CONNECTION Mk-I  | TSCM-0003 |          |
| 2nd  | 2012年11月21日 | MK-CONNECTION Mk-II | TSCM-0007 |          |

### 其它參加樂曲
| 發行日期 | 標題               | 名義     | 曲名          | 備註   |
| 2003年   | 2003年             | 2003年   | 2003年        | 2003年 |
| -------- | ------------------ | -------- | ------------- | ------ |
| 10月24日 | V-station THE BEST | Vsixteen | 「Free Hand」 |        |

### 角色歌曲
1994年
- MOMENT／笑顔 ～Slow Ver.～（5月21日）
- 最後の約束／今日（9月21日）
- 橘子醬男孩 Vol.3 ！ ～～（9月21日）
- 橘子醬男孩 Vol.5 ！ ～II～（11月21日）

1995年
- melody－抱きしめて－/story（3月1日）
- 橘子醬男孩 Vol.7 ！～ 2度目夏 ～III～（7月21日）
- 橘子醬男孩 Vol.8 Final Edition ～集編!!～（11月5日）
- 橘子醬男孩 最佳專輯、單曲精選（12月16日）

2003年
- 橘子醬男孩 全曲集（5月21日）

| 發行日期 | 標題     | 名義            | 曲名     | 備註                                 |
| 2012年   | 2012年   | 2012年          | 2012年   | 2012年                               |
| -------- | -------- | --------------- | -------- | ------------------------------------ |
| 7月25日  | 邪神曲們 | 從後匍匐而來隊  | 「禍聖」 | 電視動畫《襲來！美少女邪神》相關歌曲 |
| 7月25日  | 邪神曲們 | 從後匍匐而來隊W | 「·魔」  | 電視動畫《襲來！美少女邪神》相關歌曲 |

## 腳註

## 相關項目
- 茅原實里－她在配音出道之前，2003年4月至9月作為廣播節目助理在《國府田麻理子的GM（日语：國府田マリ子のGM）》時擔任。
- 明神藍（日语：明神あい）－配音出道之後曾經公開表示，因為對國府田麻理子的演技產生憧憬而投入該事業。2005年出道1年之後，達成了她與國府田共演的心願。

## 外部連結
- 國府田麻理子｜青二Production （日語）
- 國府田麻理子｜青二Production，存于 （日語）
- （日語）－國府田麻理子的官方個人部落格。
- 國府田麻理子後援會官網事務局的X（前Twitter） （日語）
- 國府田麻理子後援會官網 （页面存档备份，存于） （日語）
- （日語）
- 埼玉縣宮代町公式官網 （日語）
- 國府田麻理子的Tower Hill Station （页面存档备份，存于） （日語）
- Dear MUSIC，存于 （日語）
- 國府田麻理子 （页面存档备份，存于） （日語）－日本藝人名鑑（日语：日本タレント名鑑）
- 國府田麻理子 （页面存档备份，存于） （日語）－allcinema（日语：allcinema）
- 國府田麻理子的聲優道，2013年3月6日最後查閱 （日語）。
- 國府田麻理子的聲優道，完整中文翻譯（页面存档备份，存于），2014年8月3日最後查閱 （繁體中文）。